# گبوری سیدیبی
سیده گبورا ایبه (انگلیسی: Gabourey "Gabby" Sidibe؛ ‎/ˈɡæbəˌreɪ ˈsɪdɪˌbeɪ/‎ GAB-ə-ray SID-i-bay) یک هنرپیشه اهل ایالات متحده آمریکا می باشد.
پدر وی یک رانندهٔ تاکسی اهل سنگال و مادرش یک خوانندهٔ آمریکایی موسیقی گاسپل و ریتم اند بلوز است و تلفظِ اصلی و صحیحِ نام وی که سنگالی است «گابوره سیدیبه» است.
وی با اولین حضورش در سینما در فیلم گرانبها نامزد جایزه اسکار شده است.

## گزیدهٔ فیلم‌شناسی
- گرانبها
- سرقت از برج
- هفت روانی
- گریمزبی
- پنج‌تای برتر
- پرنده سفید در یک کولاک
- داستان ترسناک آمریکایی (مجموعه تلویزیونی)

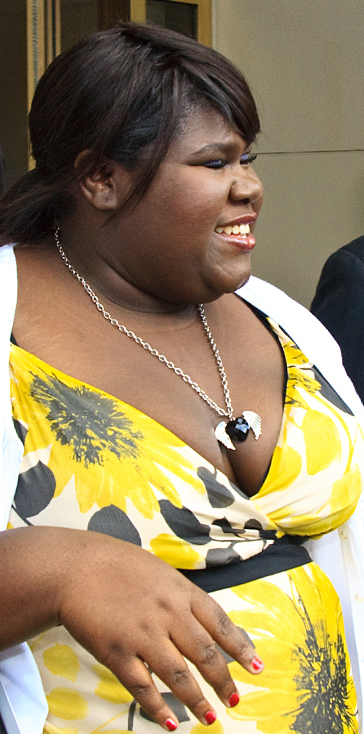
گبوری سیدیبی در فستیوال فیلم ترونتو

- امپراتوری (مجموعه تلویزیونی)